# Białoruś na Zimowych Igrzyskach Olimpijskich 2010

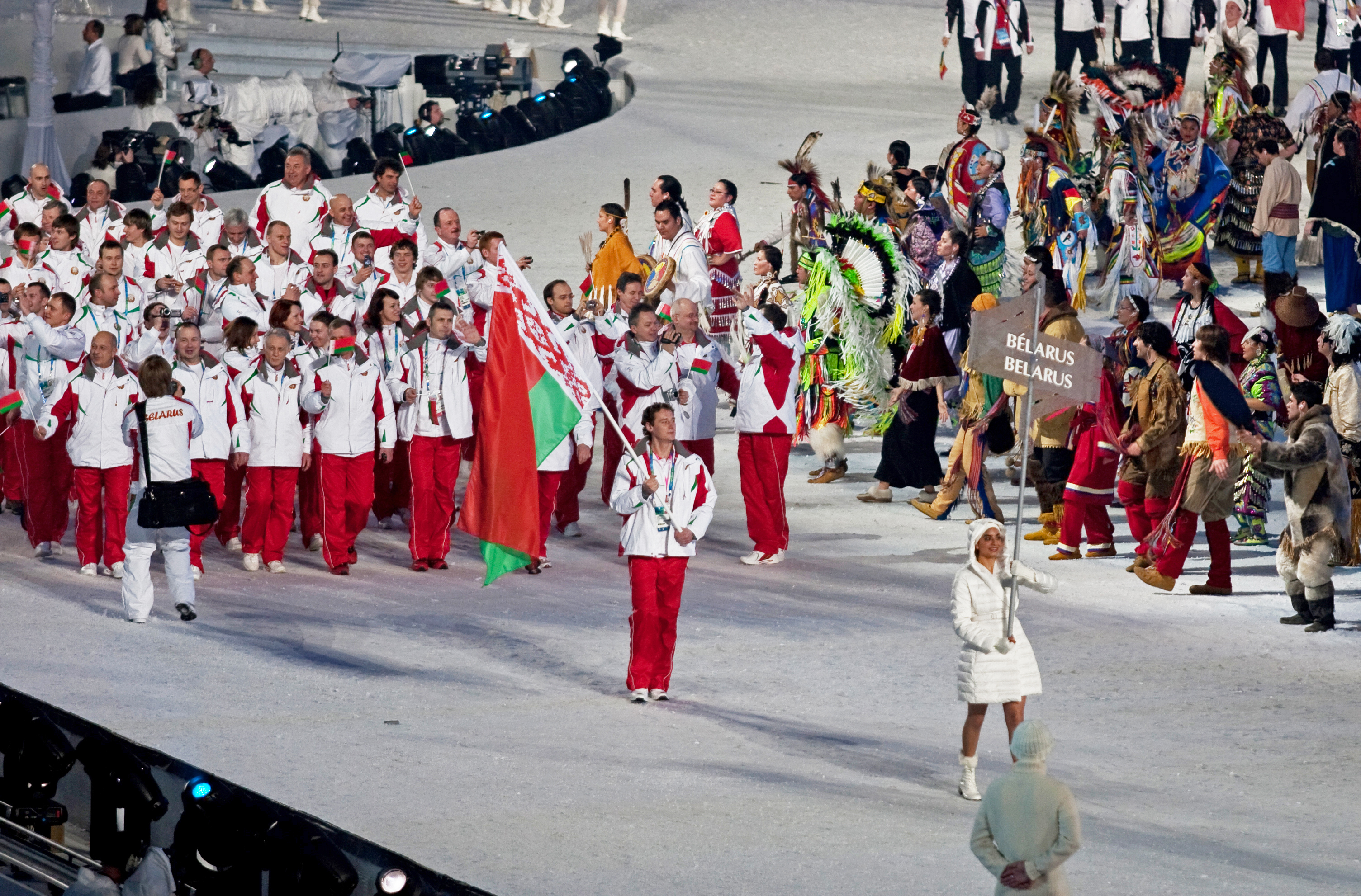
Reprezentacja Białorusi podczas ceremonii otwarcia igrzysk olimpijskich w Vancouver

Białoruś na Zimowych Igrzyskach Olimpijskich 2010 – kadra sportowców reprezentujących Białoruś na igrzyskach w 2010 roku w Vancouver.
W reprezentacji znalazło się 55 zawodników – 40 mężczyzn i 15 kobiet. Wzięli oni udział w 28 konkurencjach w sześciu dyscyplinach sportowych – biathlonie, biegach narciarskich, hokeju na lodzie, łyżwiarstwie szybkim, narciarstwie alpejskim i narciarstwie dowolnym. Po raz pierwszy, odkąd Białoruś startuje w igrzyskach jako niezależny kraj, w reprezentacji zabrakło przedstawicieli łyżwiarstwa figurowego i skoków narciarskich.
W gronie 55 powołanych do składu Białorusinów 47 zawodników (33 mężczyzn i 14 kobiet) wystąpiło przynajmniej w jednej konkurencji. Dla 27 z nich występ w Vancouver był zarazem debiutem olimpijskim.
Białorusini zdobyli w Vancouver trzy medale – po jednym z każdego kruszcu. Złoty medal i tytuł mistrza olimpijskiego w skokach akrobatycznych mężczyzn zdobył Alaksiej Hryszyn. Został tym samym pierwszym białoruskim złotym medalistą zimowych igrzysk olimpijskich od początku startów tego państwa. Ponadto srebrny i brązowy medal zdobyli biathloniści – Siarhiej Nowikau w biegu indywidualnym mężczyzn i Darja Domraczewa w biegu kobiet. Zdobyte medale pozwoliły Białorusi na zajęcie siedemnastego miejsca w klasyfikacji medalowej, ex aequo ze Słowacją.
Najmłodszą reprezentantką w kadrze była alpejka Maryja Szkanawa (w dniu otwarcia igrzysk miała 20 lat i 126 dni), natomiast najstarszym – hokeista Aleh Antonienka (38 lat i 231 dni), który pełnił rolę chorążego reprezentacji podczas ceremonii otwarcia igrzysk. Chorążym podczas ceremonii zamknięcia był biegacz narciarski Leanid Karnijenka.
Był to piąty start Białorusi na zimowych igrzyskach olimpijskich od czasu osiągnięcia przez państwo niepodległości. W igrzyskach wystąpił biegacz narciarski Siarhiej Dalidowicz, dla którego był to piąty występ olimpijski w karierze.

## Tło startu

### Występy na poprzednich igrzyskach

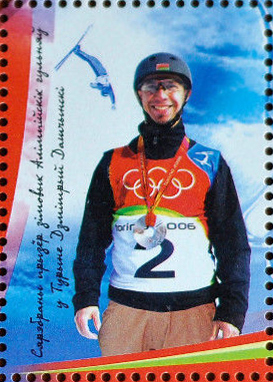
Dzmitryj Daszczynski – dwukrotny medalista olimpijski na znaczku pocztowym z 2006 roku

Białoruski Komitet Olimpijski został utworzony w marcu 1991. W marcu 1992 został zatwierdzony przez Międzynarodowy Komitet Olimpijski jako tymczasowy, a we wrześniu 1993 jako pełnoprawny członek. Podczas Zimowych Igrzysk Olimpijskich 1994 w Lillehammer po raz pierwszy Białoruś wystawiła reprezentację jako niezależne państwo po rozpadzie ZSRR. Włącznie do 1988 roku Białorusini startowali w barwach Związku Socjalistycznych Republik Radzieckich, a w 1992 roku – Wspólnoty Niepodległych Państw.
W czterech startach w zimowych igrzyskach olimpijskich w latach 1994–2006 Białorusini zdobyli sześć medali – trzy srebrne i trzy brązowe. Trzy z nich – srebrny i dwa brązowe – wywalczyli w narciarstwie dowolnym, dwa – srebrny i brązowy – w biathlonie, a jeden – brązowy – w łyżwiarstwie szybkim. Do 2006 roku jedynym Białorusinem, który zdobył dwa medale na zimowych igrzyskach, był narciarz dowolny Dzmitryj Daszczynski – wicemistrz olimpijski z Turynu i brązowy medalista z Nagano. Daszczynski wystąpił również w Vancouver, podobnie jak Alaksiej Hryszyn – brązowy medalista z Salt Lake City.
W latach 1994–2006 najliczniejszą reprezentację na zimowych igrzyskach olimpijskich Białoruś wystawiła w Salt Lake City – 64 zawodników. Cztery lata wcześniej skład białoruski liczył 59 zawodników. Białorusini startowali w zawodach olimpijskich w dziesięciu dyscyplinach – biathlonie, biegach narciarskich, hokeju na lodzie, kombinacji norweskiej, łyżwiarstwie figurowym, łyżwiarstwie szybkim, narciarstwie alpejskim, narciarstwie dowolnym, short tracku i skokach narciarskich. We wszystkich czterech igrzyskach znaleźli się reprezentanci kraju w biathlonie, biegach narciarskich, łyżwiarstwie figurowym, łyżwiarstwie szybkim, narciarstwie dowolnym i skokach narciarskich.

### Szanse medalowe
Przed rozpoczęciem igrzysk olimpijskich w Vancouver w gronie białoruskich pretendentów do medalu wymieniani byli Darja Domraczewa (biathlon) i Anton Kusznir (narciarstwo dowolne). Nadzieja na medal Domraczewej wynikała z faktu, że plasowała się w czołowej dziesiątce klasyfikacji generalnej Pucharu Świata w biathlonie. W sezonie olimpijskim raz stanęła na podium zawodów PŚ – 2 grudnia 2009 w Östersund zajęła trzecie miejsce w biegu indywidualnym na 15 kilometrów. Kusznir natomiast w sezonie olimpijskim wygrał cztery z sześciu zawodów Pucharu Świata w skokach akrobatycznych, raz był drugi i raz trzeci, dzięki czemu zdobył Małą Kryształową Kulę w tej konkurencji. Był również liderem klasyfikacji generalnej Pucharu Świata w narciarstwie dowolnym po 20 konkursach.
W 2009 roku rozegrane zostały mistrzostwa świata we wszystkich dyscyplinach, w których Białorusini wzięli udział na igrzyskach w Vancouver. Podczas biathlonowych mistrzostw świata w Pjongczangu trzykrotnie reprezentantki Białorusi uplasowały się w pierwszej dziesiątce zawodów indywidualnych – Darja Domraczewa zajęła piąte miejsce w biegu pościgowym i szóste miejsce w biegu masowym, a Wolha Nazarawa była dziewiąta w sprincie. Ponadto białoruska sztafeta kobiet (w składzie Kalinczyk, Domraczewa, Nazarawa, Skardzina) osiągnęła czwarte miejsce, a sztafeta mieszana (Nazarawa, Domraczewa, Waliullin, Nowikau) – dziewiąte miejsce.
Na mistrzostwach świata w narciarstwie klasycznym w Libercu jedynym zawodnikiem z Białorusi, który zajął miejsce w pierwszej dziesiątce zawodów indywidualnych, został Siarhiej Dalidowicz, który był piąty w biegu masowym na 50 kilometrów stylem dowolnym. Dodatkowo w konkurencji sztafet 4x5 km kobiet Białoruś (w składzie Wolha Wasilonak, Alena Sannikawa, Kaciaryna Rudakowa, Wiktoryja Łapacina) została sklasyfikowana na dziesiątej pozycji.
Na mistrzostwach świata w hokeju na lodzie elity w Bernie i Kloten reprezentacja Białorusi dotarła do fazy play-off. W ćwierćfinale przegrała z Rosją 3:4 i w efekcie zajęła ósme miejsce w tabeli końcowej. Indywidualną nagrodę dla najlepszego bramkarza całego turnieju zdobył reprezentant Białorusi – Andrej Mezin.
Szóste miejsce w skokach akrobatycznych na mistrzostwach świata w narciarstwie dowolnym w Inwashiro osiągnął Anton Kusznir. Był to jedyny start na tych mistrzostwach, podczas którego reprezentant Białorusi uplasował się w pierwszej dziesiątce. Reprezentanci Białorusi uczestniczyli również w mistrzostwach świata w narciarstwie alpejskim w Val d’Isère oraz w mistrzostwach świata w łyżwiarstwie szybkim na dystansach w Richmond, jednak w żadnej konkurencji nie zajęli miejsca w pierwszej dziesiątce.

### Kwalifikacje i wybór reprezentacji olimpijskiej
W maju 2009 dyrektor departamentu w białoruskim Ministerstwie Sportu – Mikałaj Babiec – ocenił, że podczas igrzysk w Vancouver białoruska reprezentacja będzie zawierała ok. 50 sportowców. Już wówczas kwalifikację olimpijską wywalczyli hokeiści, dziesięcioro biathlonistów i pięcioro narciarzy dowolnych. Dodatkowo o prawo startu w igrzyskach olimpijskich wciąż starali się reprezentanci Białorusi w sześciu dyscyplinach sportowych – narciarstwie alpejskim, kombinacji norweskiej, łyżwiarstwie szybkim, łyżwiarstwie figurowym, short tracku i biegach narciarskich.
Hokeiści zakwalifikowali się do turnieju olimpijskiego dzięki zajęciu dziewiątego miejsca w liście rankingowej IIHF w 2008 roku. Biathloniści uzyskali prawo startu w igrzyskach olimpijskich dzięki osiągniętym czasom podczas mistrzostw świata w 2008 i kwotom przysługującym z zajętych na mistrzostwach lokat. Narciarze dowolni uzyskali awans na igrzyska na podstawie Światowej Listy Rankingowej uwzględniającej pozycje zajmowane w konkursach Pucharu Świata i mistrzostwach świata w sezonach 2008/2009 i 2009/2010 osobno dla poszczególnych konkurencji.
Biegacze i biegaczki narciarskie zdobyli trzy miejsca dzięki pozycjom w klasyfikacji generalnej Pucharu Świata 2009/2010. Pozostałe miejsca uzyskali dzięki zdobyciu 300 punktów na liście FIS oraz dzięki przydziałom nierozdzielonych kwot narodowych.
Kwalifikację wywalczyły dwie narciarki alpejskie. Kwotę narodową dla Białorusi określono na podstawie punktów na liście FIS na koniec okresu kwalifikacyjnego (jedno miejsce na podstawie kryterium – 120 punktów w konkurencji, drugie miejsce na podstawie kryterium – 140 punktów w dyscyplinie i uczestnictwo w mistrzostwach świata w 2009 roku).
Kwoty dla łyżwiarzy szybkich i specjalistów short tracku przydzielane były na podstawie specjalnej klasyfikacji kwalifikacyjnej utworzonej na bazie wybranych przez federację zawodów Pucharu Świata na dystansach olimpijskich, osobno dla każdej konkurencji. Z Białorusinów kwalifikację zdobyła Swiatłana Radkiewicz, która osiągnęła minimum olimpijskie (czas 39,5 sekundy) w biegu na 500 metrów. Białorusinka dokonała tego w zawodach kwalifikacyjnych w ramach Pucharu Świata w Salt Lake City w grudniu 2009, w których uzyskała czas 38,53 sekundy. O kwalifikację olimpijską walczyła również inna panczenistka – Anżalika Kaciuha, a także specjaliści short tracku – Julia Pawłowicz-Jelsakowa (reprezentantka Białorusi na igrzyskach w Turynie), Wiera Antonienka, Alaksandr Antonienka i Siergiej Jakuszkow. Nie osiągnęli oni wymaganych minimów podczas konkursów kwalifikacyjnych i nie awansowali na igrzyska.
O możliwość startu w igrzyskach olimpijskich ubiegał się łyżwiarz figurowy – Alaksandr Kazakou. Nie znalazł się na liście podstawowej, która uzyskała prawo startu w igrzyskach. Zajmował natomiast pierwsze miejsce na liście rezerwowej wśród solistów. O kwalifikację starał się występujący w Pucharze Świata 2009/2010 dwuboista klasyczny – Iwan Sobolew. Nie zakwalifikował się na igrzyska – po ogłoszeniu przez FIS kwot narodowych dla poszczególnych państw Białoruś zajęła szesnaste miejsce na liście rezerwowej.
Pierwotnie w składzie białoruskiej reprezentacji hokejowej mieli znaleźć się gracze NHL – Andrej Kascicyn i Michaił Hrabouski, a także Andrej Antonau, Andrej Baszko, Wadzim Suszko i Alaksandr Syrej. Z powodu kontuzji nie pojechali oni jednak do Vancouver w roli zawodników (Kascicyn i Antonau byli rezerwowymi), a na ich miejsce powołano Siarhieja Kołasaua, Andreja Karaua, Alaksandra Makryckiego, Dzmitryja Mialeszkę, Alaksandra Radzinskiego i Kanstancina Zacharaua.
Ostateczny, 55-osobowy skład białoruskiej reprezentacji, składający się także z zawodników rezerwowych, oficjalnie ogłoszono na początku lutego 2010 roku, na krótko przed rozpoczęciem zimowych igrzysk olimpijskich w Vancouver.

### Nagrody finansowe
W październiku 2006 roku prezydent Białorusi – Alaksandr Łukaszenka – zwiększył dotychczasowe nagrody finansowe dla białoruskich medalistów olimpijskich. Jeszcze podczas zimowych igrzysk w Turynie nagrodami dla Białorusinów było: 60 000 dolarów za złoty, 30 000 za srebrny i 20 000 za brązowy medal. Począwszy od letnich igrzysk w Pekinie za zwycięstwo w zawodach olimpijskich Białorusini otrzymywali 100 000 dolarów, za drugie miejsce – 50 000, a za trzecie – 20 000. Dodatkowo nagrody dla medalistów zostały zwolnione z obowiązku opłacania podatku dochodowego.

### Znaczki okolicznościowe
W styczniu 2010 Biełposzta wydała serię znaczków okolicznościowych z okazji igrzysk w Vancouver. Znaczki sprzedawane były w formie bloczków po sześć sztuk w każdym. Na jednym ze znaczków zaprezentowane zostało logo igrzysk, na pozostałych dyscypliny sportowe – hokej na lodzie, narciarstwo dowolne (skoki akrobatyczne), biegi narciarskie i dwukrotnie biathlon. Projekt znaczków był autorstwa Maryi Płachtniuk i Iwana Łukina. Łączny nakład wyniósł 20 000 bloczków o rozmiarach 132x71 mm. Sprzedawane były w cenie 3000 rubli białoruskich.
W lipcu 2010 Ministerstwo Komunikacji i Informatyzacji Republiki Białorusi wydało trzy znaczki z serii „Zdobywcy medali na XXI Zimowych Igrzyskach Olimpijskich w Vancouver”. Każdy z trzech znaczków o rozmiarach 26x37 mm został wyemitowany w liczbie 56 000. Na znaczkach przedstawiono troje medalistów z Vancouver – Alaksieja Hryszyna, Siarhieja Nowikaua i Darję Domraczewą. Znaczki zostały zaprojektowane przez Iwana Łukina i Hannę Małasz.

## Skład reprezentacji
Spośród piętnastu dyscyplin sportowych, które Międzynarodowy Komitet Olimpijski włączył do kalendarza igrzysk, reprezentacja Białorusi wzięła udział w sześciu. Największą część kadry stanowili hokeiści, których było 27. Ponadto dziesięcioro Białorusinów wystąpiło w biathlonie, ośmioro w biegach narciarskich, siedmioro w narciarstwie dowolnym, dwie Białorusinki w narciarstwie alpejskim i jedna w łyżwiarstwie szybkim.
Czternaścioro białoruskich olimpijczyków z Vancouver wystąpiło również na poprzednich zimowych igrzyskach, które odbyły się w Turynie. Byli to przedstawiciele czterech dyscyplin – biathlonu, biegów narciarskich, łyżwiarstwa szybkiego i narciarstwa dowolnego. W narciarstwie dowolnym dla pięciorga zawodników występ w Vancouver nie był debiutem olimpijskim. Najlepszy z nich w Turynie był Dzmitryj Daszczynski, który został wicemistrzem olimpijskim w skokach akrobatycznych. W tej samej konkurencji czwarte miejsce zajął Alaksiej Hryszyn. Spośród czworga biathlonistów najlepsze wyniki w Turynie osiągnęła Wolha Nazarawa, która zajęła w sztafecie czwarte miejsce, a w biegach indywidualnych – raz szóste, dwukrotnie siódme i raz ósme miejsce. Wśród biegaczy również czworo wystąpiło i w Turynie, i w Vancouver, a najlepszy spośród z nich – Siarhiej Dalidowicz – zajął w 2006 roku dwunaste miejsce w biegu masowym. Zarówno w 2006, jak i w 2010 roku udział w igrzyskach wzięła panczenistka Swiatłana Radkiewicz. W Turynie zaliczyła dwa starty, w których zajęła 27. miejsce w biegu na 500 metrów i 33. na 1000 metrów.
W 2006 roku Białoruś nie uczestniczyła w turnieju olimpijskim w hokeju na lodzie. Mimo to w kadrze olimpijskiej w Vancouver znalazło się sześciu hokeistów, którzy uczestniczyli już w igrzyskach olimpijskich. Czterech z nich – Aleh Antonienka, Alaksiej Kalużny, Andrej Mezin i Rusłan Salej – wzięło udział w turniejach olimpijskich w 1998 i 2002 roku, natomiast Kanstancin Kalcou i Alaksandr Makrycki uczestniczyli w turnieju tylko w 2002 roku.
W poniższej tabeli przedstawiono skład białoruskiej reprezentacji na igrzyskach w Vancouver. W składzie uwzględniono również ośmioro sportowców, którzy byli w kadrze, jednak nie wystąpili w żadnej konkurencji – hokeistów Maksima Malutina, Andreja Kascicyna, Andreja Antonaua, Jarasłaua Czuprysa i Siarhieja Jarkowicza, biegacza Alaksandra Łazutkina, biathlonistę Michaiła Siamionaua i narciarkę dowolną Hannę Huśkową. W przypadku, gdy dany zawodnik wystąpił również na poprzednich igrzyskach, podano miejsca, które zajął w poszczególnych konkurencjach.
| Biathlon (10)             |                      |                     |                        |                     |                     |                     |                     |         |
| Zawodnik                  | Data urodzenia       | Miejsca na ZIO 2006 | Miejsca na ZIO 2006    | Miejsca na ZIO 2006 | Miejsca na ZIO 2006 | Miejsca na ZIO 2006 | Miejsca na ZIO 2006 | Źródło  |
| Zawodnik                  | Data urodzenia       | sprint              | bieg pościgowy         | bieg masowy         | bieg indywidualny   | sztafeta            | sztafeta            | Źródło  |
| Jauhienij Abramienka      | 26 lutego 1987       | –                   | –                      | –                   | –                   | –                   | –                   | [ 55 ]  |
| Darja Domraczewa          | 3 sierpnia 1986      | –                   | –                      | –                   | –                   | –                   | –                   | [ 56 ]  |
| Ludmiła Kalinczyk         | 23 lipca 1982        | –                   | –                      | –                   | –                   | –                   | –                   | [ 57 ]  |
| Wolha Kudraszowa          | 25 listopada 1978    | –                   | –                      | –                   | –                   | –                   | –                   | [ 58 ]  |
| Wolha Nazarawa            | 27 kwietnia 1977     | 8                   | 7                      | 6                   | 7                   | 4                   | 4                   | [ 49 ]  |
| Siarhiej Nowikau          | 27 kwietnia 1979     | 30                  | 30                     | –                   | 24                  | 11                  | 11                  | [ 59 ]  |
| Michaił Siamionau         | 6 lutego 1986        | –                   | –                      | –                   | –                   | –                   | –                   | [ 60 ]  |
| Nadzieja Skardzina        | 27 marca 1985        | –                   | –                      | –                   | –                   | –                   | –                   | [ 61 ]  |
| Alaksandr Syman           | 26 lipca 1977        | –                   | –                      | –                   | 71                  | 11                  | 11                  | [ 62 ]  |
| Rustam Waliullin          | 24 czerwca 1976      | 24                  | 26                     | –                   | 46                  | 11                  | 11                  | [ 63 ]  |
| Biegi narciarskie (8)     |                      |                     |                        |                     |                     |                     |                     |         |
| Zawodnik                  | Data urodzenia       | Miejsca na ZIO 2006 | Miejsca na ZIO 2006    | Miejsca na ZIO 2006 | Miejsca na ZIO 2006 | Miejsca na ZIO 2006 | Miejsca na ZIO 2006 | Źródło  |
| Zawodnik                  | Data urodzenia       | ind. sprint dowolna | druż. sprint klasyczna | ind. klasyczna      | ind. łączony        | ind. masowy         | sztafeta            | Źródło  |
| Siarhiej Dalidowicz       | 18 maja 1973         | –                   | –                      | –                   | –                   | 12                  | –                   | [ 64 ]  |
| Nastassia Dubarezawa      | 14 marca 1985        | –                   | –                      | –                   | –                   | –                   | –                   | [ 65 ]  |
| Alaksiej Iwanou           | 17 maja 1980         | –                   | –                      | –                   | –                   | –                   | –                   | [ 66 ]  |
| Leanid Karnijenka         | 20 sierpnia 1987     | –                   | –                      | –                   | –                   | –                   | –                   | [ 67 ]  |
| Alaksandr Łazutkin        | 26 czerwca 1983      | –                   | –                      | –                   | –                   | –                   | –                   | [ 68 ]  |
| Kaciaryna Rudakowa        | 23 stycznia 1984     | 51                  | –                      | –                   | 49                  | –                   | 15                  | [ 69 ]  |
| Alena Sannikawa           | 12 czerwca 1980      | –                   | –                      | 29                  | 43                  | 35                  | 15                  | [ 70 ]  |
| Wolha Wasilonak           | 17 maja 1980         | 25                  | –                      | –                   | 51                  | 34                  | 15                  | [ 71 ]  |
| Hokej na lodzie (27)      |                      |                     |                        |                     |                     |                     |                     |         |
| Zawodnik                  | Data urodzenia       | Miejsce na ZIO 2006 | Miejsce na ZIO 2006    | Miejsce na ZIO 2006 | Miejsce na ZIO 2006 | Miejsce na ZIO 2006 | Miejsce na ZIO 2006 | Źródło  |
| Zawodnik                  | Data urodzenia       | turniej mężczyzn    |                        |                     |                     |                     |                     | Źródło  |
| Andrej Antonau            | 27 kwietnia 1985     | –                   | –                      | –                   | –                   | –                   | –                   | [ 72 ]  |
| Aleh Antonienka           | 1 lipca 1971         | –                   | –                      | –                   | –                   | –                   | –                   | [ 73 ]  |
| Jarasłau Czuprys          | 12 września 1981     | –                   | –                      | –                   | –                   | –                   | –                   | [ 74 ]  |
| Siarhiej Dziamahin        | 19 lipca 1986        | –                   | –                      | –                   | –                   | –                   | –                   | [ 75 ]  |
| Uładzimir Dzianisau       | 29 czerwca 1984      | –                   | –                      | –                   | –                   | –                   | –                   | [ 76 ]  |
| Siarhiej Jarkowicz        | 9 kwietnia 1974      | –                   | –                      | –                   | –                   | –                   | –                   | [ 77 ]  |
| Kanstancin Kalcou         | 17 kwietnia 1981     | –                   | –                      | –                   | –                   | –                   | –                   | [ 78 ]  |
| Alaksiej Kalużny          | 13 czerwca 1977      | –                   | –                      | –                   | –                   | –                   | –                   | [ 79 ]  |
| Andrej Karau              | 12 lutego 1985       | –                   | –                      | –                   | –                   | –                   | –                   | [ 80 ]  |
| Andrej Kascicyn           | 3 lutego 1985        | –                   | –                      | –                   | –                   | –                   | –                   | [ 81 ]  |
| Siarhiej Kascicyn         | 20 marca 1987        | –                   | –                      | –                   | –                   | –                   | –                   | [ 82 ]  |
| Wiktar Kasciuczonak       | 7 czerwca 1979       | –                   | –                      | –                   | –                   | –                   | –                   | [ 83 ]  |
| Siarhiej Kołasau          | 22 maja 1986         | –                   | –                      | –                   | –                   | –                   | –                   | [ 84 ]  |
| Wital Kowal               | 31 marca 1980        | –                   | –                      | –                   | –                   | –                   | –                   | [ 85 ]  |
| Alaksandr Kułakou         | 15 maja 1983         | –                   | –                      | –                   | –                   | –                   | –                   | [ 86 ]  |
| Alaksandr Makrycki        | 11 sierpnia 1971     | –                   | –                      | –                   | –                   | –                   | –                   | [ 87 ]  |
| Maksim Malutin            | 16 września 1988     | –                   | –                      | –                   | –                   | –                   | –                   | [ 88 ]  |
| Dzmitryj Mialeszka        | 8 listopada 1982     | –                   | –                      | –                   | –                   | –                   | –                   | [ 89 ]  |
| Andrej Michalou           | 23 lutego 1978       | –                   | –                      | –                   | –                   | –                   | –                   | [ 90 ]  |
| Andrej Mezin              | 8 lipca 1974         | –                   | –                      | –                   | –                   | –                   | –                   | [ 91 ]  |
| Alaksandr Radzinski       | 1 kwietnia 1978      | –                   | –                      | –                   | –                   | –                   | –                   | [ 92 ]  |
| Rusłan Salej              | 2 listopada 1974     | –                   | –                      | –                   | –                   | –                   | –                   | [ 93 ]  |
| Mikałaj Stasienka         | 15 lutego 1987       | –                   | –                      | –                   | –                   | –                   | –                   | [ 94 ]  |
| Andrej Staś               | 18 października 1988 | –                   | –                      | –                   | –                   | –                   | –                   | [ 95 ]  |
| Alaksiej Uharau           | 2 stycznia 1985      | –                   | –                      | –                   | –                   | –                   | –                   | [ 96 ]  |
| Kanstancin Zacharau       | 2 maja 1985          | –                   | –                      | –                   | –                   | –                   | –                   | [ 97 ]  |
| Siarhiej Zadzielonau      | 27 lutego 1976       | –                   | –                      | –                   | –                   | –                   | –                   | [ 98 ]  |
| Łyżwiarstwo szybkie (1)   |                      |                     |                        |                     |                     |                     |                     |         |
| Zawodniczka               | Data urodzenia       | Miejsca na ZIO 2006 | Miejsca na ZIO 2006    | Miejsca na ZIO 2006 | Miejsca na ZIO 2006 | Miejsca na ZIO 2006 | Miejsca na ZIO 2006 | Źródło  |
| Zawodniczka               | Data urodzenia       | 500 m               | 1000 m                 | 1500 m              | 3000 m              | 5000 m              | bieg drużynowy      | Źródło  |
| Swiatłana Radkiewicz      | 9 października 1979  | 27                  | 33                     | –                   | –                   | –                   | –                   | [ 99 ]  |
| Narciarstwo alpejskie (2) |                      |                     |                        |                     |                     |                     |                     |         |
| Zawodniczka               | Data urodzenia       | Miejsca na ZIO 2006 | Miejsca na ZIO 2006    | Miejsca na ZIO 2006 | Miejsca na ZIO 2006 | Miejsca na ZIO 2006 | Miejsca na ZIO 2006 | Źródło  |
| Zawodniczka               | Data urodzenia       | zjazd               | supergigant            | slalom gigant       | slalom              | kombinacja          | kombinacja          | Źródło  |
| Lizawieta Kuźmienka       | 18 kwietnia 1987     | –                   | –                      | –                   | –                   | –                   | –                   | [ 100 ] |
| Maryja Szkanawa           | 18 października 1989 | –                   | –                      | –                   | –                   | –                   | –                   | [ 101 ] |
| Narciarstwo dowolne (7)   |                      |                     |                        |                     |                     |                     |                     |         |
| Zawodnik                  | Data urodzenia       | Miejsca na ZIO 2006 | Miejsca na ZIO 2006    | Miejsca na ZIO 2006 | Miejsca na ZIO 2006 | Miejsca na ZIO 2006 | Miejsca na ZIO 2006 | Źródło  |
| Zawodnik                  | Data urodzenia       | jazda po muldach    | jazda po muldach       | jazda po muldach    | skoki akrobatyczne  | skoki akrobatyczne  | skoki akrobatyczne  | Źródło  |
| Ałła Cuper                | 16 kwietnia 1979     | –                   | –                      | –                   | 10                  | 10                  | 10                  | [ 102 ] |
| Dzmitryj Daszczynski      | 9 listopada 1977     | –                   | –                      | –                   | 2                   | 2                   | 2                   | [ 103 ] |
| Alaksiej Hryszyn          | 18 czerwca 1979      | –                   | –                      | –                   | 4                   | 4                   | 4                   | [ 104 ] |
| Hanna Huśkowa             | 28 sierpnia 1992     | –                   | –                      | –                   | –                   | –                   | –                   | [ 105 ] |
| Anton Kusznir             | 13 października 1984 | –                   | –                      | –                   | 8                   | 8                   | 8                   | [ 106 ] |
| Asol Sliwiec              | 22 czerwca 1982      | –                   | –                      | –                   | 5                   | 5                   | 5                   | [ 107 ] |
| Cimafiej Sliwiec          | 22 października 1984 | –                   | –                      | –                   | –                   | –                   | –                   | [ 108 ] |

### Statystyki według dyscyplin
| Lp      | Sport                 | Mężczyźni | Kobiety | Łącznie |
| ------- | --------------------- | --------- | ------- | ------- |
| 1       | Biathlon              | 5         | 5       | 10      |
| 2       | Biegi narciarskie     | 4         | 4       | 8       |
| 3       | Hokej na lodzie       | 27        | –       | 27      |
| 4       | Łyżwiarstwo szybkie   | –         | 1       | 1       |
| 5       | Narciarstwo alpejskie | –         | 2       | 2       |
| 6       | Narciarstwo dowolne   | 4         | 3       | 7       |
| Łącznie | Łącznie               | 40        | 15      | 55      |

## Udział w ceremoniach otwarcia i zamknięcia igrzysk

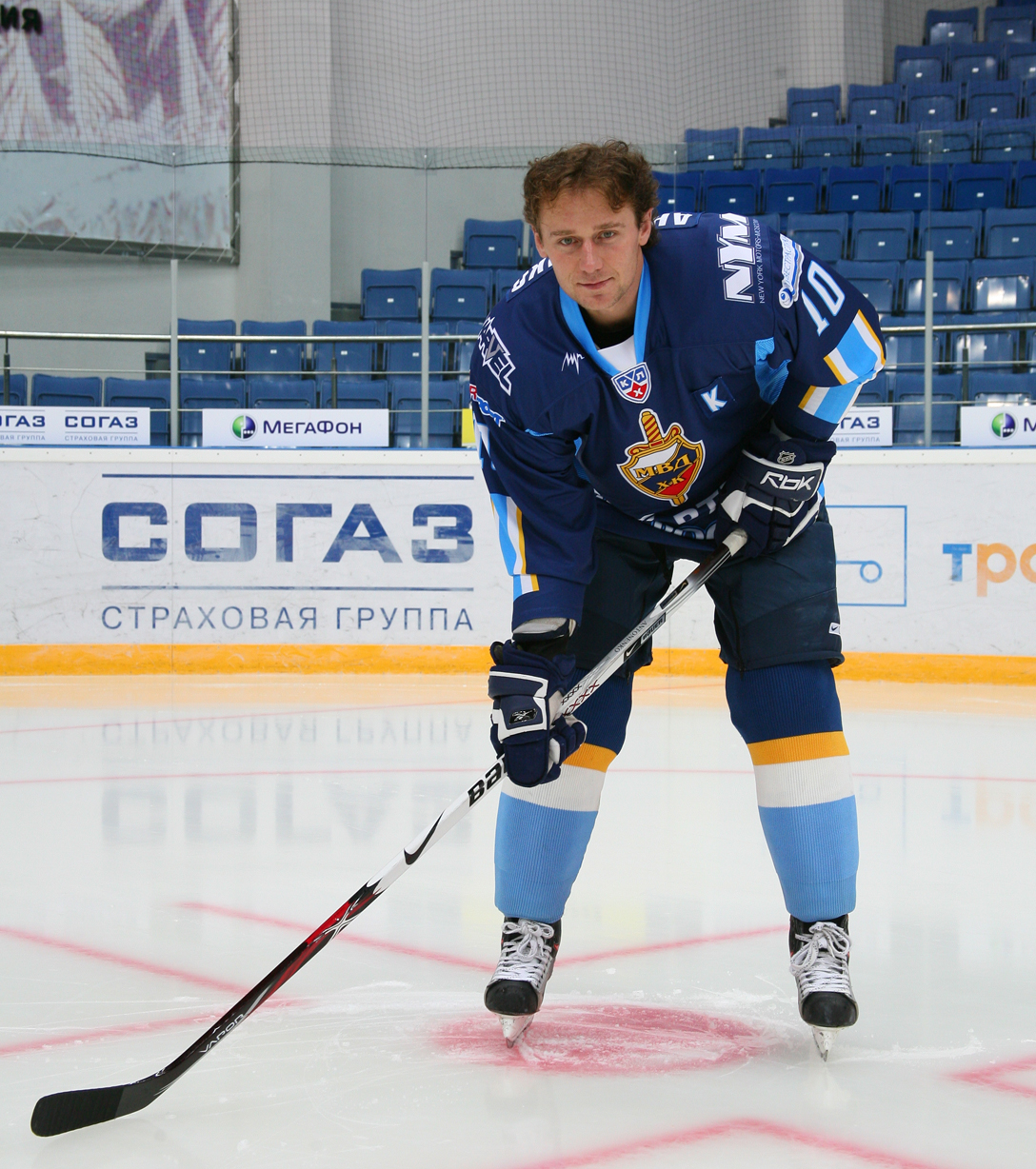
Aleh Antonienka – hokeista, chorąży reprezentacji podczas ceremonii otwarcia igrzysk w Vancouver

Rolę chorążego reprezentacji Białorusi podczas ceremonii otwarcia zimowych igrzysk olimpijskich w Vancouver, przeprowadzonej 12 lutego 2010 w hali BC Place Stadium, pełnił hokeista Aleh Antonienka. Białoruska reprezentacja weszła na stadion jako dziesiąta w kolejności – pomiędzy ekipami z Azerbejdżanu i Belgii. Antonienka został pierwszym hokeistą, który niósł białoruską flagę podczas uroczystości otwarcia igrzysk olimpijskich.
Podczas ceremonii zamknięcia igrzysk, zorganizowanej 28 lutego 2010, chorążym białoruskiej reprezentacji był biegacz narciarski Leanid Karnijenka. Z uwagi na brak udziału reprezentacji Algierii w ceremonii zamknięcia, Białoruś była tym razem dziewiątą reprezentacją w kolejności.

## Zdobyte medale
Białorusini zdobyli w Vancouver trzy medale olimpijskie – jeden złoty Alaksieja Hryszyna w skokach akrobatycznych, jeden srebrny Siarhieja Nowikaua w biathlonowym biegu indywidualnym mężczyzn i jeden brązowy Darji Domraczewej w biathlonowym biegu kobiet. Medal Hryszyna był pierwszym w historii złotym medalem zdobytym dla Białorusi podczas zimowych igrzysk olimpijskich. Zdobyte trzy medale dały Białorusi siedemnaste miejsce w tabeli medalowej igrzysk wśród 26 państw, które zdobyły przynajmniej jeden medal. Taki sam wynik medalowy jak Białoruś osiągnęła Słowacja, więc oba kraje zajęły ex aequo siedemnaste miejsce.
Do klasyfikacji punktowej igrzysk zaliczane były miejsca w pierwszej ósemce w finale danej konkurencji. Poza trzema pozycjami medalowymi Białorusini jeszcze pięciokrotnie plasowali się w pierwszej ósemce zawodów. Indywidualnie w biathlonie dwukrotnie dokonała tego Darja Domraczewa – 6. miejsce w biegu masowym i 8. w sprincie, w sztafecie biathlonowej zespół z Białorusi (w składzie Ludmiła Kalinczyk, Darja Domraczewa, Wolha Kudraszowa i Nadzieja Skardzina) zajął siódme miejsce. Dodatkowo dwa punktowane miejsca zajęły narciarki w skokach akrobatycznych kobiet Asol Sliwiec była czwarta, a Ałła Cuper – ósma.
| Medal  | Zawodnik         | Dyscyplina          | Konkurencja                 | Data           |
| ------ | ---------------- | ------------------- | --------------------------- | -------------- |
| złoto  | Alaksiej Hryszyn | narciarstwo dowolne | skoki akrobatyczne mężczyzn | 25 lutego 2010 |
| srebro | Siarhiej Nowikau | biathlon            | bieg indywidualny mężczyzn  | 18 lutego 2010 |
| brąz   | Darja Domraczewa | biathlon            | bieg indywidualny kobiet    | 18 lutego 2010 |

Klasyfikacja według dyscyplin
| Miejsce | Dyscyplina          | Złote | Srebrne | Brązowe | Łącznie |
| ------- | ------------------- | ----- | ------- | ------- | ------- |
| 1.      | Narciarstwo dowolne | 1     | –       | –       | 1       |
| 2.      | Biathlon            | –     | 1       | 1       | 2       |
| Łącznie | Łącznie             | 1     | 1       | 1       | 3       |

Indywidualna klasyfikacja medalowa
| Miejsce | Zawodnik         | Złote | Srebrne | Brązowe | Łącznie |
| ------- | ---------------- | ----- | ------- | ------- | ------- |
| 1.      | Alaksiej Hryszyn | 1     | –       | –       | 1       |
| 2.      | Siarhiej Nowikau | –     | 1       | –       | 1       |
| 3.      | Darja Domraczewa | –     | –       | 1       | 1       |
| Łącznie | Łącznie          | 1     | 1       | 1       | 3       |

## Wyniki

### Biathlon

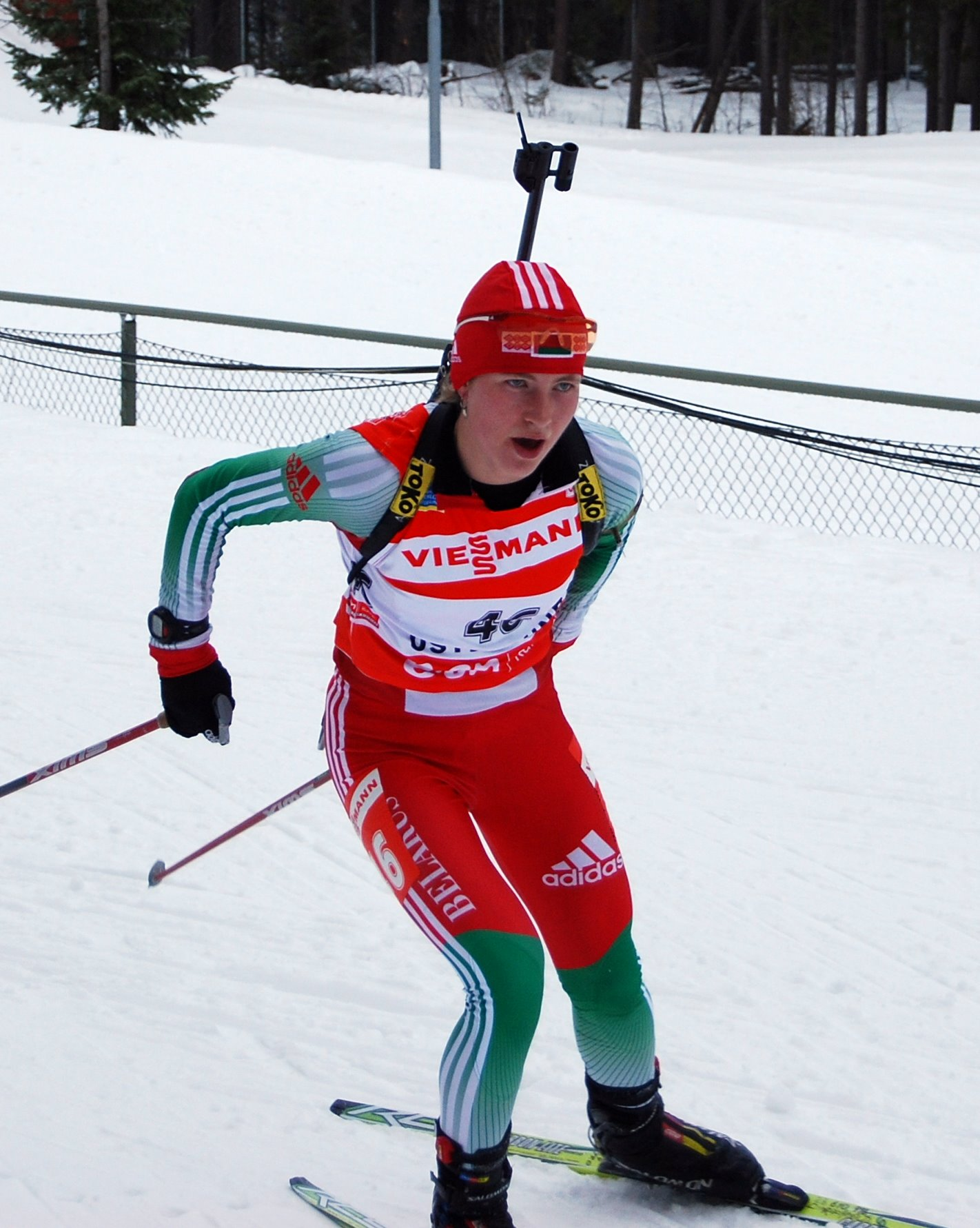
Darja Domraczewa

Biathlonową kadrę narodową Białorusi podczas igrzysk w Vancouver prowadzili dwaj trenerzy – Aleksandr Popow (reprezentacja mężczyzn) i Andryjan Cybulski (reprezentacja kobiet). Białoruscy biathloniści wystąpili we wszystkich dziesięciu konkurencjach rozegranych na igrzyskach w Vancouver. Zdobyli dwa medale – Siarhiej Nowikau srebrny w biegu indywidualnym mężczyzn na 20 kilometrów, ex aequo z Ole Einarem Bjørndalenem oraz Darja Domraczewa brązowy w biegu indywidualnym kobiet na 15 kilometrów.
Ponadto w biegach indywidualnych miejsca w czołowej dziesiątce dwukrotnie zajęła Domraczewa (ósme miejsce w sprincie i szóste w biegu masowym) oraz Ludmiła Kalinczyk (dziewiąta w biegu na 15 km). W biegach sztafetowych Białorusinki zajęły siódme, a Białorusini – jedenaste miejsce w gronie dziewiętnastu startujących zespołów.
W skład białoruskiej reprezentacji olimpijskiej w Vancouver weszło dziesięcioro biathlonistów – pięciu mężczyzn i pięć kobiet. Dziewięcioro z nich wystąpiło przynajmniej w jednej konkurencji, ani razu nie wystartował Michaił Siamionau.
| Konkurencja                        | Zawodnik                                                               | Wynik                                     | Wynik                           | Miejsce |
| Konkurencja                        | Zawodnik                                                               | Czas                                      | Pudła                           | Miejsce |
| ---------------------------------- | ---------------------------------------------------------------------- | ----------------------------------------- | ------------------------------- | ------- |
| Sprint kobiet – 7,5 km             | Darja Domraczewa                                                       | 20:27,4                                   | 0+0                             | 8.      |
| Sprint kobiet – 7,5 km             | Ludmiła Kalinczyk                                                      | 20:46,1                                   | 0+0                             | 17.     |
| Sprint kobiet – 7,5 km             | Wolha Nazarawa                                                         | 23:11,7                                   | 0+3                             | 74.     |
| Sprint kobiet – 7,5 km             | Nadzieja Skardzina                                                     | 21:17,6                                   | 0+0                             | 28.     |
| Sprint mężczyzn – 10 km            | Jauhienij Abramienka                                                   | 26:57,8                                   | 0+0                             | 49.     |
| Sprint mężczyzn – 10 km            | Siarhiej Nowikau                                                       | 26:37,4                                   | 1+0                             | 40.     |
| Sprint mężczyzn – 10 km            | Alaksandr Syman                                                        | 25:53,5                                   | 0+0                             | 20.     |
| Sprint mężczyzn – 10 km            | Rustam Waliullin                                                       | 26:43,7                                   | 1+1                             | 43.     |
| Bieg pościgowy kobiet – 10 km      | Darja Domraczewa                                                       | 31:57,2                                   | 0+2+0+2                         | 15.     |
| Bieg pościgowy kobiet – 10 km      | Ludmiła Kalinczyk                                                      | 31:48,2                                   | 0+0+1+1                         | 13.     |
| Bieg pościgowy kobiet – 10 km      | Nadzieja Skardzina                                                     | 33:11,0                                   | 0+0+1+1                         | 26.     |
| Bieg pościgowy mężczyzn – 12,5 km  | Jauhienij Abramienka                                                   | 36:56,0                                   | 0+0+1+0                         | 40.     |
| Bieg pościgowy mężczyzn – 12,5 km  | Siarhiej Nowikau                                                       | 35:35,2                                   | 0+0+1+1                         | 21.     |
| Bieg pościgowy mężczyzn – 12,5 km  | Alaksandr Syman                                                        | 36:13,9                                   | 0+0+1+1                         | 31.     |
| Bieg pościgowy mężczyzn – 12,5 km  | Rustam Waliullin                                                       | 37:05,5                                   | 1+0+2+2                         | 42.     |
| Bieg indywidualny kobiet – 15 km   | Darja Domraczewa                                                       | 41:21,0                                   | 0+1+0+0                         | 3.      |
| Bieg indywidualny kobiet – 15 km   | Ludmiła Kalinczyk                                                      | 42:39,1                                   | 0+1+0+0                         | 9.      |
| Bieg indywidualny kobiet – 15 km   | Wolha Kudraszowa                                                       | 43:11,3                                   | 0+0+0+0                         | 16.     |
| Bieg indywidualny kobiet – 15 km   | Nadzieja Skardzina                                                     | 44:09,4                                   | 0+0+1+0                         | 28.     |
| Bieg indywidualny mężczyzn – 20 km | Jauhienij Abramienka                                                   | 54:24,8                                   | 0+1+0+1                         | 58.     |
| Bieg indywidualny mężczyzn – 20 km | Siarhiej Nowikau                                                       | 48:32,0                                   | 0+0+0+0                         | 2.      |
| Bieg indywidualny mężczyzn – 20 km | Alaksandr Syman                                                        | 53:16,2                                   | 2+0+1+0                         | 41.     |
| Bieg indywidualny mężczyzn – 20 km | Rustam Waliullin                                                       | 53:32,3                                   | 1+1+0+2                         | 48.     |
| Bieg masowy kobiet – 12,5 km       | Darja Domraczewa                                                       | 35:53,2                                   | 0+0+1+0                         | 6.      |
| Bieg masowy kobiet – 12,5 km       | Ludmiła Kalinczyk                                                      | 36:55,2                                   | 0+0+0+1                         | 17.     |
| Bieg masowy kobiet – 12,5 km       | Nadzieja Skardzina                                                     | 37:38,1                                   | 0+0+0+1                         | 22.     |
| Bieg masowy mężczyzn – 15 km       | Siarhiej Nowikau                                                       | 36:59,3                                   | 0+0+1+2                         | 20.     |
| Sztafeta kobiet – 4x6 km           | Ludmiła Kalinczyk Darja Domraczewa Wolha Kudraszowa Nadzieja Skardzina | 17:40,0 17:28,7 18:27,4 17:57,9 1:11:34,0 | 0+1 0+1 0+0 0+1 0+0 0+0 0+1 0+2 | 7.      |
| Sztafeta mężczyzn – 4x7,5 km       | Jauhienij Abramienka Alaksandr Syman Rustam Waliullin Siarhiej Nowikau | 21:59,3 21:05,0 21:36,4 21:06,7 1:25:47,4 | 0+1 0+1 0+0 1+3 0+1 0+0 0+3 1+5 | 11.     |

### Biegi narciarskie

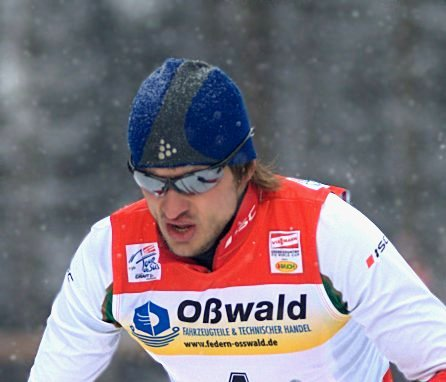
Leanid Karnijenka

W kadrze białoruskiej w Vancouver wystąpiło ośmioro biegaczy narciarskich – cztery kobiety i czterech mężczyzn. Wszyscy poza Alaksandrem Łazutkinem uczestniczyli w zawodach olimpijskich. Spośród wszystkich dwunastu konkurencji biegowych reprezentanci Białorusi wystartowali w jedenastu. Białoruś nie wystawiła reprezentacji jedynie w męskich sztafetach 4x10 kilometrów.
Indywidualnie najlepszy wynik osiągnął Siarhiej Dalidowicz w biegu na 50 kilometrów stylem klasycznym, w którym zajął 25. miejsce. W konkurencjach drużynowych Białorusini wystartowali trzykrotnie – w obu sztafetach sprinterskich i w sztafecie 4x5 km kobiet. Sprinterki Kaciaryna Rudakowa i Wolha Wasilonak zajęły siódme miejsce w swoim biegu półfinałowym i nie awansowały do finału. Aby awansować musiałyby osiągnąć czas lepszy o blisko minutę od uzyskanego. Finalnie zostały sklasyfikowane na trzynastej pozycji wśród osiemnastu drużyn. W sztafecie sprinterskiej mężczyzn udział wzięli Siarhiej Dalidowicz i Leanid Karnijenka. Nie zostali jednak sklasyfikowani, gdyż w biegu półfinałowym Karnijenka nie ukończył szóstego okrążenia. Po piątym okrążeniu zajmowali drugie miejsce w swoim biegu półfinałowym, przegrywając tylko ze Szwedami. W konkurencji sztafet 4x5 kilometrów techniką klasyczną Białorusinki w składzie Nastassia Dubarezawa, Alena Sannikawa, Wolha Wasilonak i Kaciaryna Rudakowa uplasowały się na jedenastym miejscu w gronie szesnastu zespołów. Do Norweżek, które zwyciężyły w tej konkurencji, straciły 3 minuty i 8,9 sekundy.
| Konkurencja                                                               | Zawodnik                                                                | Kwalifikacje | Kwalifikacje | Ćwierćfinały | Ćwierćfinały | Półfinały | Półfinały | Finały                                  | Finały  |
| Konkurencja                                                               | Zawodnik                                                                | Czas         | Miejsce      | Czas         | Miejsce      | Czas      | Miejsce   | Czas                                    | Miejsce |
| ------------------------------------------------------------------------- | ----------------------------------------------------------------------- | ------------ | ------------ | ------------ | ------------ | --------- | --------- | --------------------------------------- | ------- |
| Bieg indywidualny kobiet – 10 km techniką dowolną                         | Kaciaryna Rudakowa                                                      | —            | —            | —            | —            | —         | —         | 28:16,1                                 | 58.     |
| Bieg indywidualny kobiet – 10 km techniką dowolną                         | Alena Sannikawa                                                         | —            | —            | —            | —            | —         | —         | 27:21,3                                 | 43.     |
| Bieg indywidualny kobiet – 10 km techniką dowolną                         | Wolha Wasilonak                                                         | —            | —            | —            | —            | —         | —         | 28:06,2                                 | 55.     |
| Bieg indywidualny mężczyzn – 15 km techniką dowolną                       | Siarhiej Dalidowicz                                                     | —            | —            | —            | —            | —         | —         | 35:29,4                                 | 35.     |
| Bieg indywidualny mężczyzn – 15 km techniką dowolną                       | Alaksiej Iwanou                                                         | —            | —            | —            | —            | —         | —         | 36:48,2                                 | 60.     |
| Bieg indywidualny mężczyzn – 15 km techniką dowolną                       | Leanid Karnijenka                                                       | —            | —            | —            | —            | —         | —         | 37:29,2                                 | 63.     |
| Sprint kobiet – 1,5 km techniką klasyczną                                 | Nastassia Dubarezawa                                                    | 3:56,87      | 42.          | NQ           | NQ           | NQ        | NQ        | NQ                                      | 42.     |
| Sprint kobiet – 1,5 km techniką klasyczną                                 | Wolha Wasilonak                                                         | 4:01,73      | 46.          | NQ           | NQ           | NQ        | NQ        | NQ                                      | 46.     |
| Sprint mężczyzn – 1,5 km techniką klasyczną                               | Leanid Karnijenka                                                       | 3:49,12      | 51.          | NQ           | NQ           | NQ        | NQ        | NQ                                      | 51.     |
| Bieg łączony kobiet – 7,5 km techniką klasyczną + 7,5 km techniką dowolną | Nastassia Dubarezawa                                                    | —            | —            | —            | —            | —         | —         | 45:27,9                                 | 53.     |
| Bieg łączony kobiet – 7,5 km techniką klasyczną + 7,5 km techniką dowolną | Kaciaryna Rudakowa                                                      | —            | —            | —            | —            | —         | —         | 44:50,5                                 | 49.     |
| Bieg łączony kobiet – 7,5 km techniką klasyczną + 7,5 km techniką dowolną | Alena Sannikawa                                                         | —            | —            | —            | —            | —         | —         | 43:33,7                                 | 38.     |
| Bieg łączony mężczyzn – 15 km techniką klasyczną + 15 km techniką dowolną | Siarhiej Dalidowicz                                                     | —            | —            | —            | —            | —         | —         | DNF                                     | DNF     |
| Bieg łączony mężczyzn – 15 km techniką klasyczną + 15 km techniką dowolną | Alaksiej Iwanou                                                         | —            | —            | —            | —            | —         | —         | 1:23:37,7                               | 48.     |
| Sztafeta sprinterska kobiet – 6x1,5 km techniką dowolną                   | Kaciaryna Rudakowa Wolha Wasilonak                                      | —            | —            | —            | —            | 19:52,3   | 7.        | NQ                                      | 13.     |
| Sztafeta sprinterska mężczyzn – 6x1,6 km techniką dowolną                 | Siarhiej Dalidowicz Leanid Karnijenka                                   | —            | —            | —            | —            | DNF       | DNF       | NQ                                      | DNF     |
| Sztafeta kobiet – 4x5 km techniką klasyczną                               | Nastassia Dubarezawa Alena Sannikawa Wolha Wasilonak Kaciaryna Rudakowa | —            | —            | —            | —            | —         | —         | 15:36,5 15:29,2 13:22,1 14:00,6 58:28,4 | 11.     |
| Bieg masowy kobiet – 30 km techniką klasyczną                             | Nastassia Dubarezawa                                                    | —            | —            | —            | —            | —         | —         | 1:42:28,1                               | 44.     |
| Bieg masowy kobiet – 30 km techniką klasyczną                             | Alena Sannikawa                                                         | —            | —            | —            | —            | —         | —         | 1:38:31,3                               | 38.     |
| Bieg masowy mężczyzn – 50 km techniką klasyczną                           | Siarhiej Dalidowicz                                                     | —            | —            | —            | —            | —         | —         | 2:07:47,6                               | 25.     |
| Bieg masowy mężczyzn – 50 km techniką klasyczną                           | Alaksiej Iwanou                                                         | —            | —            | —            | —            | —         | —         | 2:17:59,2                               | 45.     |

### Hokej na lodzie

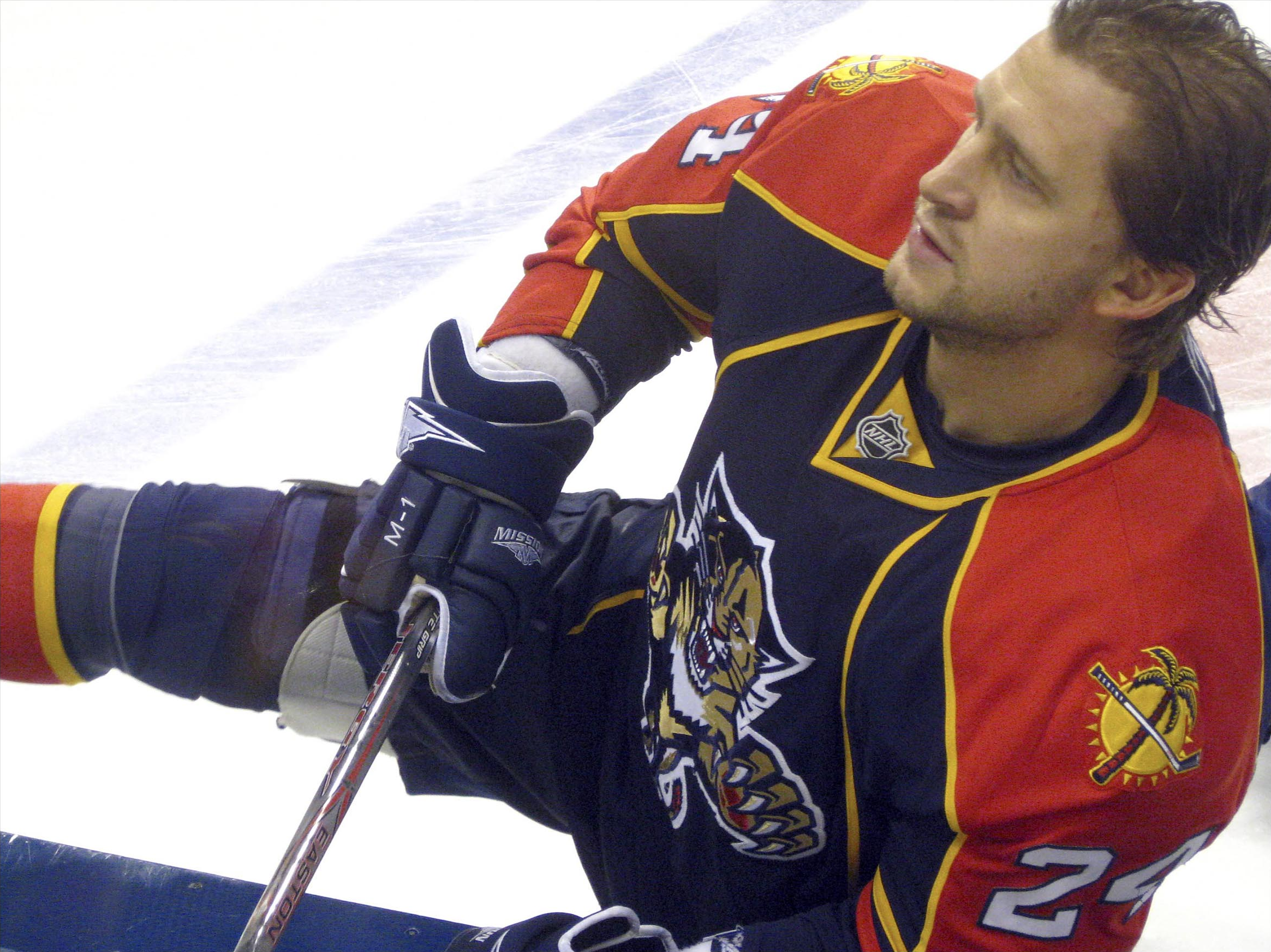
Rusłan Salej – kapitan hokejowej reprezentacji Białorusi

W hokejowej reprezentacji Białorusi na igrzyska w Vancouver, prowadzonej przez trenera Michaiła Zacharaua, znalazło się 27 zawodników, w tym czterech graczy rezerwowych. Do podstawowego składu powołano trzech bramkarzy, ośmiu obrońców i dwunastu napastników. Kapitanem drużyny był występujący na pozycji obrońcy hokeista NHL – Rusłan Salej. Asystentem trenera Zacharaua podczas igrzysk w Vancouver był Dave Lewis.
W fazie grupowej Białoruś wystąpiła w grupie C, w której rywalizowała z Finlandią, Szwecją i Niemcami. Zespół białoruski przegrał dwa pierwsze mecze – 1:5 z Finlandią i 2:4 ze Szwecją. Trzeci mecz, rozegrany przeciwko Niemcom, Białorusini wygrali stosunkiem bramek 5:3. Mimo to zajęli trzecie miejsce w grupie i nie uzyskali bezpośredniego awansu do ćwierćfinału. Wystąpili jeszcze w spotkaniu rundy kwalifikacyjnej przeciwko Szwajcarii, które przegrali 2:3 po serii rzutów karnych. W efekcie do 1/4 finału awansowała Szwajcaria, a Białoruś odpadła z turnieju. W końcowej klasyfikacji turnieju olimpijskiego Białoruś zajęła dziewiąte miejsce.
Bramki dla Białorusi w turnieju olimpijskim zdobywało łącznie sześciu hokeistów. Najwięcej – trzy – strzelił Alaksiej Kalużny. Kalużny i Dzmitryj Mialeszka jako jedyni Białorusini zdobyli po dwa gole w jednym meczu – Kalużny przeciwko Niemcom, a Mialeszka przeciwko Szwecji.
W meczach przeciwko Finlandii i Niemcom bramki białoruskiej bronił Wital Kowal. Obronił łącznie 77 z 85 strzałów na bramkę, czyli wykazał się skutecznością na poziomie 90,6%. W pozostałych dwóch meczach – ze Szwecją i Szwajcarią – bramkarzem w zespole Białorusi był Andrej Mezin. Obronił 74 z 81 strzałów, czyli osiągnął 91,4% skuteczności.
Hokeiści białoruscy wystąpili w turnieju olimpijskim w strojach czerwono-biało-zielonych.
Skład białoruskiej reprezentacji
| Trener: - Michaił Zacharau - Dave Lewis (asystent trenera) |  | Bramkarze: - Wital Kowal - Maksim Malutin - Andrej Mezin |  | Obrońcy: - Uładzimir Dzianisau - Andrej Karau - Siarhiej Kołasau - Wiktar Kasciuczonak - Alaksandr Makrycki - Alaksandr Radzinski - Rusłan Salej (kapitan) - Mikałaj Stasienka |  | Napastnicy: - Aleh Antonienka - Siarhiej Dziamahin - Alaksiej Kalużny - Kanstancin Kalcou - Siarhiej Kascicyn - Alaksandr Kułakou - Dzmitryj Mialeszka - Andrej Michalou - Andrej Staś - Alaksiej Uharau - Siarhiej Zadzielonau - Kanstancin Zacharau |  | Rezerwowi: - Andrej Antonau - Jarasłau Czuprys - Siarhiej Jarkowicz - Andrej Kascicyn |

Faza grupowa
| 17 lutego 2010 | Finlandia | 5:1 | Białoruś | General Motors Place, Vancouver |

| Szczegóły      | Szczegóły                                                                                                  | Szczegóły       | Szczegóły              | Szczegóły                                                                  |
| -------------- | --- | --------------- | ---------------------- | -------------------------------------------------------------------------- |
| Godzina: 12:00 | O. Jokinen 03:24 (PP) N. Hagman 17:50 (PP) N. Hagman 36:52 (EQ) V. Filppula 40:23 (EQ) J. Ruutu 52:59 (EQ) | (2:0, 1:1, 2:0) | 20:21 (EQ) S. Kascicyn | Widzów: 16639 Sędzia główny: Paul Devorski Sędziowie liniowi: Peter Orszag |

| 19 lutego 2010 | Białoruś | 2:4 | Szwecja | General Motors Place, Vancouver |

| Szczegóły      | Szczegóły                                       | Szczegóły       | Szczegóły                                                                                   | Szczegóły                                                                 |
| -------------- | ----------------------------------------------- | --------------- | ------------------------------------------------------------------------------------------- | ------------------------------------------------------------------------- |
| Godzina: 12:00 | D. Mialeszka 34:40 (PP) D. Mialeszka 51:33 (EQ) | (0:2, 1:1, 1:1) | 06:40 (EQ) D. Sedin 09:04 (PP) D. Alfredsson 29:35 (EQ) J. Franzén 59:49 (EQ) D. Alfredsson | Widzów: 16878 Sędzia główny: Dennis Larue Sędziowie liniowi: Brent Reiber |

| 20 lutego 2010 | Niemcy | 3:5 | Białoruś | General Motors Place, Vancouver |

| Szczegóły      | Szczegóły                                                      | Szczegóły       | Szczegóły                                                                                                   | Szczegóły                                                                   |
| -------------- | -------------------------------------------------------------- | --------------- | --- | --------------------------------------------------------------------------- |
| Godzina: 21:00 | D. Seidenberg 05:39 (PP) J. Tripp 51:49 (EQ) M. Goc 52:10 (EQ) | (1:1, 0:1, 2:3) | 10:43 (EQ) A. Uharau 28:36 (EQ) A. Kalużny 51:10 (EQ) S. Kascicyn 54:36 (PP) R. Salej 58:45 (EQ) A. Kalużny | Widzów: 16979 Sędzia główny: Danny Kurmann Sędziowie liniowi: Bill McCreary |

Tabela grupy C
| Miejsce | Zespół    | Mecze | Punkty | Wygrane | Porażki | Bramki zdobyte | Bramki stracone | Bilans bramek |
| ------- | --------- | ----- | ------ | ------- | ------- | -------------- | --------------- | ------------- |
| 1       | Szwecja   | 3     | 9      | 3       | 0       | 9              | 2               | +7            |
| 2       | Finlandia | 3     | 6      | 2       | 1       | 10             | 4               | +6            |
| 3       | Białoruś  | 3     | 3      | 1       | 2       | 8              | 12              | -4            |
| 4       | Niemcy    | 3     | 0      | 0       | 3       | 3              | 12              | -9            |

Runda kwalifikacyjna
| 23 lutego 2010 | Szwajcaria | 3:2 pk. | Białoruś | General Motors Place, Vancouver |

| Szczegóły      | Szczegóły                                                            | Szczegóły                 | Szczegóły                                    | Szczegóły                                                                  |
| -------------- | -------------------------------------------------------------------- | ------------------------- | -------------------------------------------- | -------------------------------------------------------------------------- |
| Godzina: 12:00 | J. Sprunger 12:25 (PP) H. Domenichelli 27:07 (PP) R. Lemm 70:00 (PS) | (1:1, 1:1, 0:0, 0:0, 1:0) | 00:59 (EQ) A. Kalużny 35:42 (PP) K. Zacharau | Widzów: 17397 Sędzia główny: Paul Devorski Sędziowie liniowi: Peter Orszag |

Zdobywcy bramek dla Białorusi
| Miejsce | Zawodnik            | Liczba bramek |
| ------- | ------------------- | ------------- |
| 1.      | Alaksiej Kalużny    | 3             |
| 2.      | Siarhiej Kascicyn   | 2             |
| 2.      | Dzmitryj Mialeszka  | 2             |
| 4.      | Rusłan Salej        | 1             |
| 4.      | Alaksiej Uharau     | 1             |
| 4.      | Kanstancin Zacharau | 1             |

Klasyfikacja końcowa turnieju olimpijskiego
| Miejsce | Zespół            |
| ------- | ----------------- |
| 1       | Kanada            |
| 2       | Stany Zjednoczone |
| 3       | Finlandia         |
| 4       | Słowacja          |
| 5       | Szwecja           |
| 6       | Rosja             |
| 7       | Czechy            |
| 8       | Szwajcaria        |
| 9       | Białoruś          |
| 10      | Norwegia          |
| 11      | Niemcy            |
| 12      | Łotwa             |

### Łyżwiarstwo szybkie
W rywalizacji olimpijskiej w łyżwiarstwie szybkim uczestniczyła jedna białoruska panczenistka Swiatłana Radkiewicz. Wystąpiła w jednej konkurencji – biegu na 500 metrów, w którym zajęła 33. miejsce, wyprzedzając dwie sklasyfikowane zawodniczki – Anastasię Bucsis i Annette Gerritsen. Do zwyciężczyni zawodów – Lee Sang-hwa – Radkiewicz straciła 3,66 sekundy.
| Konkurencja          | Zawodnik             | Bieg 1 | Bieg 1  | Bieg 2 | Bieg 2  | Łącznie | Łącznie |
| Konkurencja          | Zawodnik             | Czas   | Miejsce | Czas   | Miejsce | Czas    | Miejsce |
| -------------------- | -------------------- | ------ | ------- | ------ | ------- | ------- | ------- |
| Bieg na 500 m kobiet | Swiatłana Radkiewicz | 39,899 | 35.     | 39,854 | 34.     | 79,753  | 33.     |

### Narciarstwo alpejskie
W białoruskiej reprezentacji wystąpiły dwie narciarki alpejskie – Lizawieta Kuźmienka i Maryja Szkanawa. Ich trenerem był słoweński szkoleniowiec – Aleš Brezavšček. Obie alpejki wystartowały w slalomie i slalomie gigancie, Szkanawa dodatkowo jeszcze w supergigancie, w którym osiągnęła najlepszy rezultat wśród Białorusinek – zajęła 33. miejsce, wyprzedzając pięć sklasyfikowanych zawodniczek. Do mistrzyni olimpijskiej – Andrei Fischbacher – zabrakło jej 7,7 sekundy.
| Konkurencja          | Zawodniczka         | Zjazd 1 | Zjazd 1 | Zjazd 2 | Zjazd 2 | Łącznie | Łącznie |
| Konkurencja          | Zawodniczka         | Czas    | Miejsce | Czas    | Miejsce | Czas    | Miejsce |
| -------------------- | ------------------- | ------- | ------- | ------- | ------- | ------- | ------- |
| Slalom kobiet        | Lizawieta Kuźmienka | 59,97   | 61.     | DNF     | DNF     | DNF     | DNF     |
| Slalom kobiet        | Maryja Szkanawa     | 56,92   | 45.     | 57,58   | 39.     | 1:54,50 | 38.     |
| Slalom gigant kobiet | Lizawieta Kuźmienka | 1:24,60 | 56.     | 1:26,29 | 58.     | 2:50,89 | 54.     |
| Slalom gigant kobiet | Maryja Szkanawa     | 1:22,18 | 46.     | 1:18,20 | 41.     | 2:40,38 | 40.     |
| Supergigant kobiet   | Maryja Szkanawa     | —       | —       | —       | —       | 1:27,84 | 33.     |

### Narciarstwo dowolne

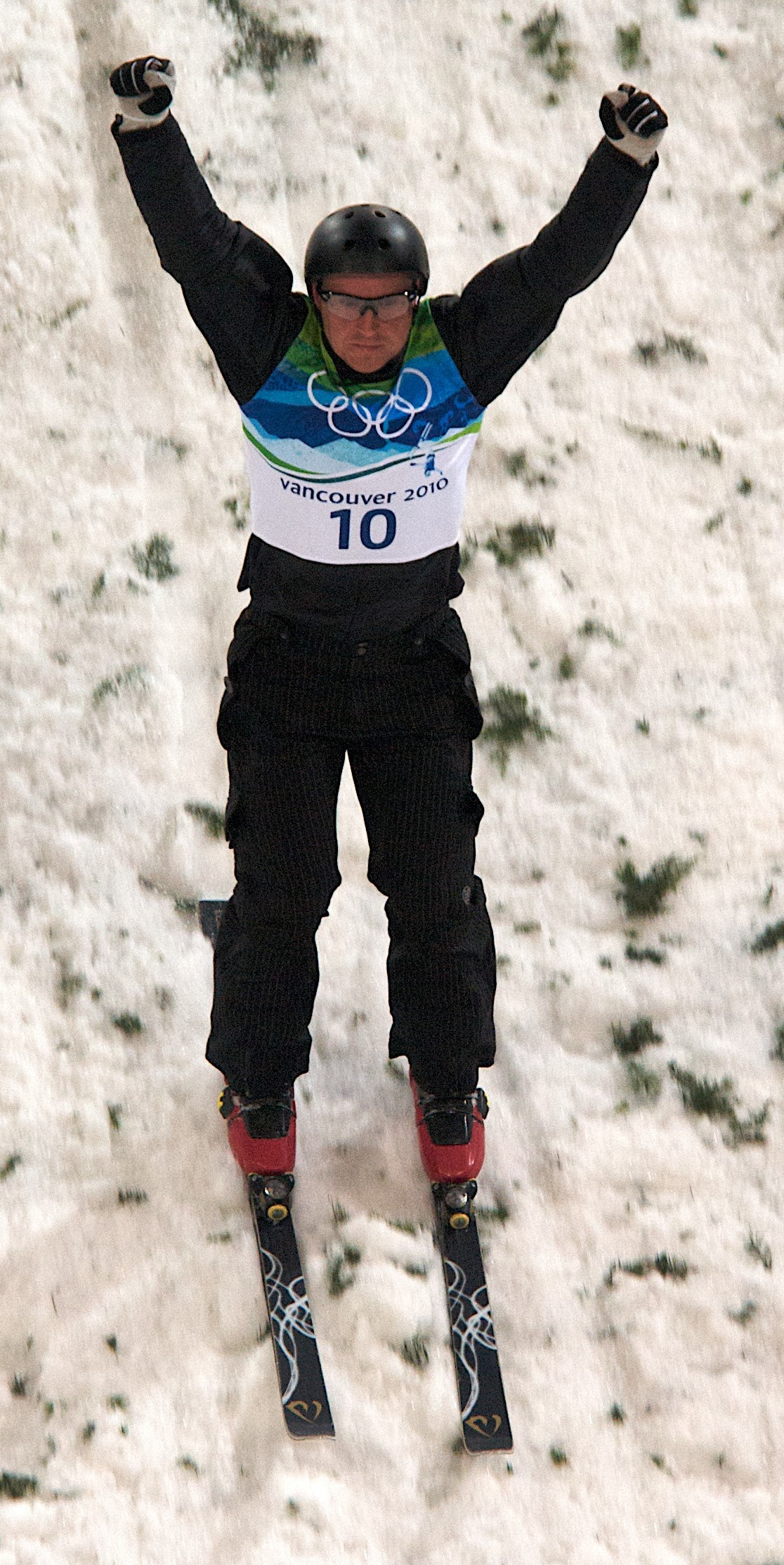
Alaksiej Hryszyn podczas finału zawodów olimpijskich w Vancouver

Trenerem białoruskiej kadry narciarzy dowolnych na igrzyskach w Vancouver był Mikałaj Kazieka. Reprezentacja liczyła siedmioro narciarzy – czterech mężczyzn i trzy kobiety. Wszyscy poza Hanną Huśkową reprezentowali Białoruś w zawodach olimpijskich w skokach akrobatycznych mężczyzn i kobiet. Huśkowa nie wystąpiła w żadnej konkurencji podczas tych igrzysk.
Po pierwszym skoku rundy kwalifikacyjnej w skokach akrobatycznych mężczyzn na prowadzeniu był Anton Kusznir z przewagą 9,74 punktu nad drugim w klasyfikacji – Kanadyjczykiem Steve’em Omischlem. W drugim skoku uzyskał jednak jeden ze słabszych rezultatów i w efekcie nie awansował do finału, zajmując piętnaste miejsce. Czwarte miejsce w kwalifikacjach zajął Dzmitryj Daszczynski, a siódmy był Alaksiej Hryszyn. Do finału awansował jeszcze Cimafiej Sliwiec z dwunastym wynikiem. Po pierwszym skoku rundy finałowej drugie miejsce zajmował Alaksiej Hryszyn ze stratą 6,34 punktu do reprezentanta gospodarzy igrzysk – Kyle’a Nissena, na szóstym miejscu plasował się Cimafiej Sliwiec. W drugiej serii skoków Nissen osiągnął jedenasty wynik, a Hryszyn czwarty. Dzięki temu Białorusin zwyciężył w zawodach, osiągając o 1,2 punktu więcej niż drugi w klasyfikacji – Jeret Peterson. Sliwiec zajął ostatecznie dziewiąte miejsce, Daszczynski był jedenasty, a Kusznir piętnasty.
Hryszyn został tym samym pierwszym białoruskim mistrzem olimpijskim w zimowych edycjach igrzysk od początku startów Białorusi. Był to jego drugi medal olimpijski w karierze (wcześniej, w 2002 roku w Salt Lake City, zdobył brązowy medal) i zarazem dziewiąty medal zimowych igrzysk olimpijskich dla Białorusi.
W rywalizacji kobiet rundę kwalifikacyjną wygrała Ałła Cuper, a siódme miejsce zajęła Asol Sliwiec. Obie zawodniczki awansowały do rundy finałowej. Po pierwszej serii skoków w rundzie finałowej na trzecim miejscu plasowała się Sliwiec, a Cuper była dziewiąta. W drugim skoku Sliwiec uzyskała piąte miejsce, efektem czego spadła na czwartą pozycję. Do zwyciężczyni zawodów – Australijki Lydii Lassili – straciła 16,05 punktu, a do zdobywczyni brązowego medalu – Chinki Guo Xinxin – 6,53 punktu.
| Konkurencja                 | Zawodnik             | Runda kwalifikacyjna | Runda kwalifikacyjna | Runda kwalifikacyjna | Runda kwalifikacyjna | Runda kwalifikacyjna | Runda kwalifikacyjna | Runda finałowa | Runda finałowa | Runda finałowa | Runda finałowa | Runda finałowa | Runda finałowa |
| Konkurencja                 | Zawodnik             | Skok 1               | Skok 1               | Skok 2               | Skok 2               | Łącznie              | Łącznie              | Skok 1         | Skok 1         | Skok 2         | Skok 2         | Łącznie        | Łącznie        |
| Konkurencja                 | Zawodnik             | Punkty               | Miejsce              | Punkty               | Miejsce              | Punkty               | Miejsce              | Punkty         | Miejsce        | Punkty         | Miejsce        | Punkty         | Miejsce        |
| --------------------------- | -------------------- | -------------------- | -------------------- | -------------------- | -------------------- | -------------------- | -------------------- | -------------- | -------------- | -------------- | -------------- | -------------- | -------------- |
| Skoki akrobatyczne mężczyzn | Dzmitryj Daszczynski | 115,93               | 10.                  | 122,40               | 2.                   | 238,33               | 4.                   | 86,95          | 12.            | 128,73         | 2.             | 215,68         | 11.            |
| Skoki akrobatyczne mężczyzn | Alaksiej Hryszyn     | 123,01               | 4.                   | 111,26               | 12.                  | 234,27               | 7.                   | 120,58         | 2.             | 127,83         | 4.             | 248,41         | 1.             |
| Skoki akrobatyczne mężczyzn | Anton Kusznir        | 125,89               | 1.                   | 88,01                | 21.                  | 213,90               | 15.                  | NQ             | NQ             | NQ             | NQ             | NQ             | 15.            |
| Skoki akrobatyczne mężczyzn | Cimafiej Sliwiec     | 110,63               | 13.                  | 111,28               | 11.                  | 221,91               | 12.                  | 115,84         | 6.             | 109,74         | 12.            | 225,58         | 9.             |
| Skoki akrobatyczne kobiet   | Ałła Cuper           | 105,64               | 1.                   | 90,12                | 4.                   | 195,76               | 1.                   | 86,64          | 9.             | 95,20          | 6.             | 181,84         | 8.             |
| Skoki akrobatyczne kobiet   | Asol Sliwiec         | 84,17                | 14.                  | 85,22                | 7.                   | 169,39               | 7.                   | 102,79         | 3.             | 95,90          | 5.             | 198,69         | 4.             |

## Sytuacja po zawodach
Podczas konferencji prasowej w Vancouver pierwszy białoruski złoty medalista zimowych igrzysk olimpijskich, Alaksiej Hryszyn, skomentował swój występ w następujący sposób:

Po prostu wykonałem swoje zadanie i zrobiłem to dobrze. (...) Podczas zawodów osiągnąłem najwyższy możliwy poziom, co było moim marzeniem. Moje marzenie się spełniło.

Prezydent Białorusi – Alaksandr Łukaszenka wyraził swoje niezadowolenie z występów białoruskich hokeistów i biegaczy narciarskich podczas igrzysk w Vancouver. Wskazał, że słabe występy Białorusinów są dowodem na braki w pracy sztabów szkoleniowych i federacji. Rozczarowanie Łukaszenki co do postawy białoruskich hokeistów wynikało zwłaszcza z dwóch wysoko przegranych meczów – 1:5 z Finlandią i 2:4 ze Szwecją.
Po powrocie do kraju, podczas konferencji prasowej w Mińsku, białoruscy olimpijczycy udzielili wywiadów dziennikarzom. Mistrz olimpijski w skokach akrobatycznych – Alaksiej Hryszyn – powiedział:

Wraz z trenerem wykonaliśmy ogromną pracę, włożyliśmy w nią wiele wysiłku i nie poszło to na marne.

Czwarta zawodniczka rywalizacji olimpijskiej w skokach akrobatycznych – Asol Sliwiec – igrzyska skomentowała w następujący sposób:

Po igrzyskach pozostają miłe wspomnienia. Na przykład, po zdobyciu przez Alaksieja Hryszyna złotego medalu ludzie zaczęli nas przytulać, nawet w metrze. Krzyczeli: „Białoruś, macie złoto!”. Pogratulowali nam, to było bardzo miłe.

W trakcie konferencji Cimafiej Sliwiec powiedział, że cały białoruski zespół czuł się w wiosce olimpijskiej jak w domu. Wicemistrz olimpijski w biathlonowym biegu na 20 km mężczyzn – Siarhiej Nowikau – powiedział, że nie odpowiadało mu jedzenie serwowane w wiosce olimpijskiej, a Asol Sliwiec narzekała na ściany w pokojach, które nie były wystarczająco dźwiękoszczelne.
Już podczas igrzysk pojawiły się spekulacje dotyczące zakończenia kariery sportowej przez Dzmitryja Daszczynskiego. Podczas konferencji prasowej w Mińsku sportowiec nie potwierdził tych informacji, jednak stwierdził, że po kilku latach uprawiania sportu trudno jest mu znaleźć motywację do dalszej pracy i czas pokaże, co będzie dalej.
Białoruscy medaliści zimowych igrzysk olimpijskich i paraolimpijskich odebrali nagrody finansowe z Białoruskiego Komitetu Olimpijskiego podczas ceremonii przeprowadzonej 7 kwietnia 2010 w Mińsku. W trakcie uroczystości przemawiał minister sportu – Aleh Kaczan, który wyraził swoje zadowolenie z występów białoruskich olimpijczyków i paraolimpijczyków w Vancouver. Białorusini zajęli miejsce w pierwszej dwudziestce w klasyfikacji medalowej igrzysk i pod względem osiągniętych medali były drugim w kolejności, zaraz po Rosji, krajem Wspólnoty Niepodległych Państw.

Ci ludzie przynieśli sławę naszemu krajowi. Dziś po raz kolejny potwierdzili, że nasze tradycje sportowe mają duże znaczenie na arenie międzynarodowej.

Kaczan nie krył natomiast rozczarowania w związku z występem białoruskich hokeistów w turnieju olimpijskim, którzy nie zdołali zająć miejsca w pierwszej ósemce. Zapowiedział jednak, że ze startów wszystkich olimpijczyków zostaną wyciągnięte wnioski, które pomogą w osiągnięciu lepszych rezultatów w przyszłości. Wspomniał również o planach rozwoju w Białorusi łyżwiarstwo szybkiego i short tracku.